# PGC 38793
LEDA/PGC 38793 ist eine Galaxie vom Hubble-Typ IBm: im Sternbild Jungfrau auf der Ekliptik. Sie ist schätzungsweise 55 Millionen Lichtjahre von der Milchstraße entfernt und gilt als Mitglied der NGC 4123-Gruppe (LGG 275).
Im selben Himmelsareal befindet sich u. a. die Galaxie NGC 4179.